# جويل جولدسميث
جويل جولدسميث (بالإنجليزية: Joel Goldsmith)‏ هو ملحن أمريكي، ولد في 19 نوفمبر 1957 في لوس أنجلوس في الولايات المتحدة، وتوفي في 29 أبريل 2012 في هيدين هيلس في الولايات المتحدة بسبب سرطان.

## وصلات خارجية
- الموقع الرسمي
- جويل جولدسميث على موقع IMDb (الإنجليزية)
- جويل جولدسميث على موقع ألو سيني (الفرنسية)
- جويل جولدسميث على موقع ميوزك برينز (الإنجليزية)
- جويل جولدسميث على موقع أول موفي (الإنجليزية)
- جويل جولدسميث على موقع قاعدة بيانات الأفلام السويدية (السويدية)
- جويل جولدسميث على موقع أول ميوزيك (الإنجليزية)
- جويل جولدسميث على موقع ديسكوغز (الإنجليزية)
- جويل جولدسميث على موقع قاعدة بيانات الفيلم (الإنجليزية)
- جويل جولدسميث على موقع كينوبويسك (الروسية)